# Han-dynastie
De Han-dynastie (206 v.Chr. - 220 na Chr.) volgde de Qin-dynastie op en ging vooraf aan de Drie Koninkrijken van China.
Tijdens de Han-dynastie, vernoemd naar de Hanrivier, werd China officieel een confuciaanse staat en bloeide het land op: de landbouw, de ambachten en de handel floreerden en de bevolking bereikte het aantal van 50 miljoen. Ondertussen breidde het imperium zijn politieke en culturele invloed uit in Vietnam, Centraal-Azië, Mongolië en Korea alvorens het definitief onder een combinatie van binnenlandse en buitenlandse druk ineenstortte. De periode wordt verdeeld in twee subperiodes, namelijk de Vroege Han (Qian Han 前 漢) of Westelijke Han (Xi Han 西 漢), 206 v.Chr. - 9 v.Chr., en de Late Han (Hou Han 後 漢) of Oostelijke Han (Dong Han 東 漢), 25 - 220 n.Chr. De dynastie werd opgericht door het geslacht Liu. Tussen de Vroege en Late Han was er een turbulente onderbreking, de Xin-dynastie, waarin keizer Wang Mang over China regeerde.

## Inleiding

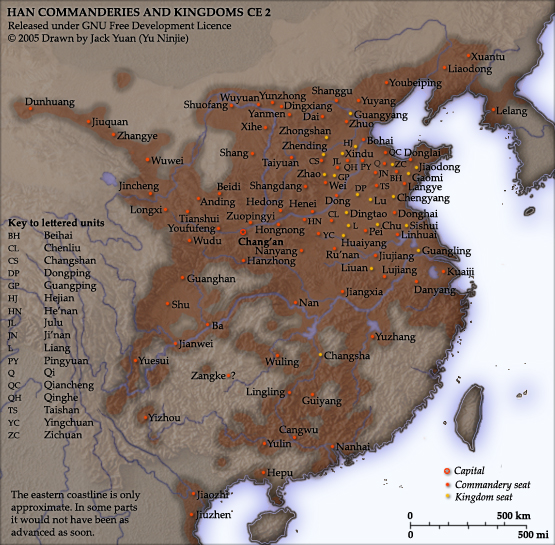
Han-rijk, ca. 87 v.Chr.

De Han-dynastie, waarnaar de leden van de etnische meerderheid in China zijn vernoemd (Han-Chinezen, zie het artikel Volksrepubliek China) was opmerkelijk vanwege de militaire heldhaftigheid. Het imperium breidde zich westelijk uit zover als de rand van het Tarim-bassin (in het moderne autonome gebied sinkiang). Dit maakte redelijk veilig karavaanverkeer door Centraal-Azië mogelijk. De route van het karavaanverkeer wordt vaak de Zijderoute genoemd, omdat de route werd gebruikt om Chinese zijde uit te voeren naar o.a. het Romeinse Rijk. De Chinese legers vielen ook delen van noordelijk Vietnam en noordelijk Korea (Wiman Joseon) binnen en voegden ze bij het rijk tegen het eind van de tweede eeuw voor Christus. Controle van de Han-dynastie over randgebieden was over het algemeen echter onzeker. Om vrede met niet-Chinese lokale bevoegdheden te verzekeren, ontwikkelde het hof van Han een wederzijds voordelig "schatplichtigensysteem". De niet-Chinese staten mochten autonoom blijven in ruil voor symbolische goedkeuring van de Han-controle. De schatplichtige banden werden bevestigd en werden versterkt door gemengde huwelijken op het regeringsniveau en periodieke uitwisselingen van giften en goederen.

## Totstandkoming
Binnen de eerste 3 maanden na de dood van de keizer Qin Shi Huang van de Qin-dynastie in Xianyang, ontstonden wijdverspreide opstanden door burgers, gevangenen en militairen in China. Chen Sheng en Wu Guang waren de leiders van de eerste Daze-opstand (209-208). Ononderbroken oproer wierp definitief de Qin-dynastie omver in 206 voor Christus. De leiders van de Chu-Han-oorlog (206-202) waren Xiang Yu, een eminente militaire bevelhebber zonder politieke deskundigheid, die het land in 18 feodale staten verdeelde naar zijn eigen goeddunken en Liu Bang, de eerste keizer van de Han-dynastie, en de uiteindelijke winnaar. Het begin van de Han-dynastie kan ofwel vastgesteld worden op 206 voor Christus toen de Qin-dynastie werd opgeheven, ofwel 202 voor Christus toen Xiang Yu zelfmoord pleegde.

## Taoïsme en feodaal systeem
Het nieuwe imperium behield veel van de bestuurlijke structuur die het tijdens de Qin-dynastie had, maar kreeg tevens enigszins de gecentraliseerde structuur terug. Na de totstandkoming van de Han-dynastie verdeelde de keizer Gao Zu (Liu Bang) het land in verscheidene "feodale staten" om enkele van zijn bondgenoten in oorlogstijd tevreden te stellen. Hij was echter van plan om hen van de hand te doen zodra hij zijn macht had geconsolideerd.
Na zijn dood probeerden zijn opvolgers (van Keizer Hui tot aan Keizer Jing) om China te regeren door legalistische methodes met taoïstische filosofische idealen te combineren. Tijdens dit "pseudo-taoïsme" werd een stabiele gecentraliseerde overheid opgericht door heropleving van de landbouwsectoren en fragmentaties van "feodale staten".
Na een handelsembargo vielen de Xiongnu rond 200 v.Chr. het land binnen. Tijdens de "taoïsme-periode" kon China de vrede met Xiongnu handhaven door huldeblijk te betalen en prinsessen te huwen.

## Keizer Wu en confucianisme
Onder de leiding van keizer Wu bereikte de Han-dynastie zijn welvarendste periode (140 - 87 v.Chr.). Op zijn hoogtepunt nam China het huidige Qinghai, Gansu en Vietnam in het rijk op, voerde de Han–Xiongnu oorlog (133-89) en kon het juk van de Xiongnu afschudden.
De keizer Wu besloot dat taoïsme niet meer geschikt voor China was en verklaarde officieel dat China een confuciaanse staat was. Toch combineerde hij net als de keizers vóór hem legalisme-methodes met confuciaanse idealen. Deze officiële goedkeuring van confucianisme leidde niet alleen tot een systeem van de ambtenarijbenoeming, maar ook de verplichte kennis van confuciaanse schrijvers uit de klassieke oudheid, een vereiste dat tot de totstandbrenging van de Republiek China in 1912 zou blijven bestaan. De confuciaanse geleerden bereikten prominente status binnen de kern van de ambtenarij.

### Zijderoute en het boeddhisme
Keizer Wu zond tevens tweemaal Zhang Qian als zijn gezant naar de westelijke gebieden en in dit proces ontstond de Zijderoute. Deze liep van Chang'an (de huidige stad Xi'an in de provincie Shaanxi), door Sinkiang en Centraal-Azië tot aan de oostkust van de Middellandse Zee. De goede ruilhandel in middelen als Chinese zijde, Afrikaans ivoor en Romeinse wierook verbeterde de contacten tussen het Oosten en het Westen. Het oostelijk deel van het Romeinse rijk was tijdens de periode van de dynastie bekend onder de naam Da Qin. Het waren handelaren uit Centraal-Azië die via de zijderoute als eersten het boeddhisme in China introduceerden.

### Grondbezit
Om fondsen voor zijn zegevierende campagnes tegen Xiongnu te werven, gaf keizer Wu landcontrole aan handelaars en rijken en legaliseerde in feite de privatisering van land. Belastingen op grondbezit werden toen geheven gebaseerd op de grootte van de gebieden. Het was niet meer afhankelijk van het inkomen (oogst), omdat dit in de praktijk niet werkte. De inkomens van de verkoop van oogst waren vaak markt-bepaald: een stabiel bedrag kon niet worden gewaarborgd, vooral niet na oogstverminderende natuurrampen. De koopvaardij en prominente families verlokten toen burgers om hun land te verkopen. In het land accumuleerde zodoende een nieuwe klasse van grootgrondbezitters. De overheid van de Han-dynastie hief beurtelings meer belastingen op de resterende onafhankelijke landeigenaren om de belastingsverliezen te compenseren. Dit moedigende nog meer burgers aan om onder de grondbezit elite of de eigenaars te werken.
Ideaal gezien betaalden de burgers de eigenaars een bepaalde periodieke (gewoonlijk jaarlijkse) hoeveelheid geld. In ruil daarvoor ontvingen zijn bescherming tegen criminaliteit en andere gevaren. In feite stond een groeiende burgerbevolking in de rijke Han-maatschappij het toe dat de elite haar normen verhoogde voor iedere nieuwe ondergeschikte burger. Het ontoereikende onderwijs en het vaak volledige analfabetisme van burgers dwongen hen in het leven van het verlenen van de fysieke diensten, meestal in de landbouwmaatschappij. De burgers compromitteerden volgens de verminderde norm en verkochten hun oogst om hun eigenaars te betalen. In feite moesten zij vaak de betaling vertragen of geld lenen van hun eigenaars om de gevolgen van natuurrampen die oogsten verminderden op te vangen. Om de situatie slechter te maken, belastten sommige heersers de burgers dubbel. Uiteindelijk verergerden de levensomstandigheden van de burgers aangezien zij alleen van de oogst van het land afhingen dat zij eens bezaten.

## Onderbreking van de Han-dynastie
Na 200 jaar werd de Han-dynastie kort onderbroken door de Xin-dynastie (9–23 n.Chr.), opgericht door Wang Mang, een hervormer en lid van een van de families van grootgrondbezitters. De economische situatie was aan het einde van de Westelijke Han verslechterd. Wang Mang voerde monetaire en landhervormingen door die de economie echter nog meer schade toebrachten. Hoewel zijn veranderingen aanvankelijk goed werden ontvangen door een groot deel van de arme bevolking, eindigde het bewind van Wang Mang in een opstand waarin hij zelf omkwam.
De opstand tegen de Xin-dynastie (17–23) werd voornamelijk gevoerd door twee rebellengroepen: de Rode Wenkbrauwen en de Lülin (letterlijk: "groen bos"). Beide legers wilden de Han-dynastie herstellen, maar schoven hun eigen keizerlijke kandidaat naar voren en kwamen zodoende ook met elkaar in conflict. In 23 kwam Wang Mang om het leven en stelden de Lülin Liu Xuan aan als de "Gengshi-keizer". Dit leidde tot de Han-successieoorlogen (23–36), waaronder een tweede opstand van de Rode Wenkbrauwen (23–27), waarbij Lülin-generaal Liu Xiu militaire campagnes voerde tegen pretendenten en regionale krijgsheren die zich verzetten tegen de heerschappij van de Gengshi-keizer van Han (23–25) en zijn eigen heerschappij (sinds 25). Pas in 36 was de Han-dynastie weer volledig hersteld onder het keizerschap van Liu Xiu, die zichzelf Guangwudi was gaan noemen.

## Totstandkoming en ondergang van de Oostelijke Han

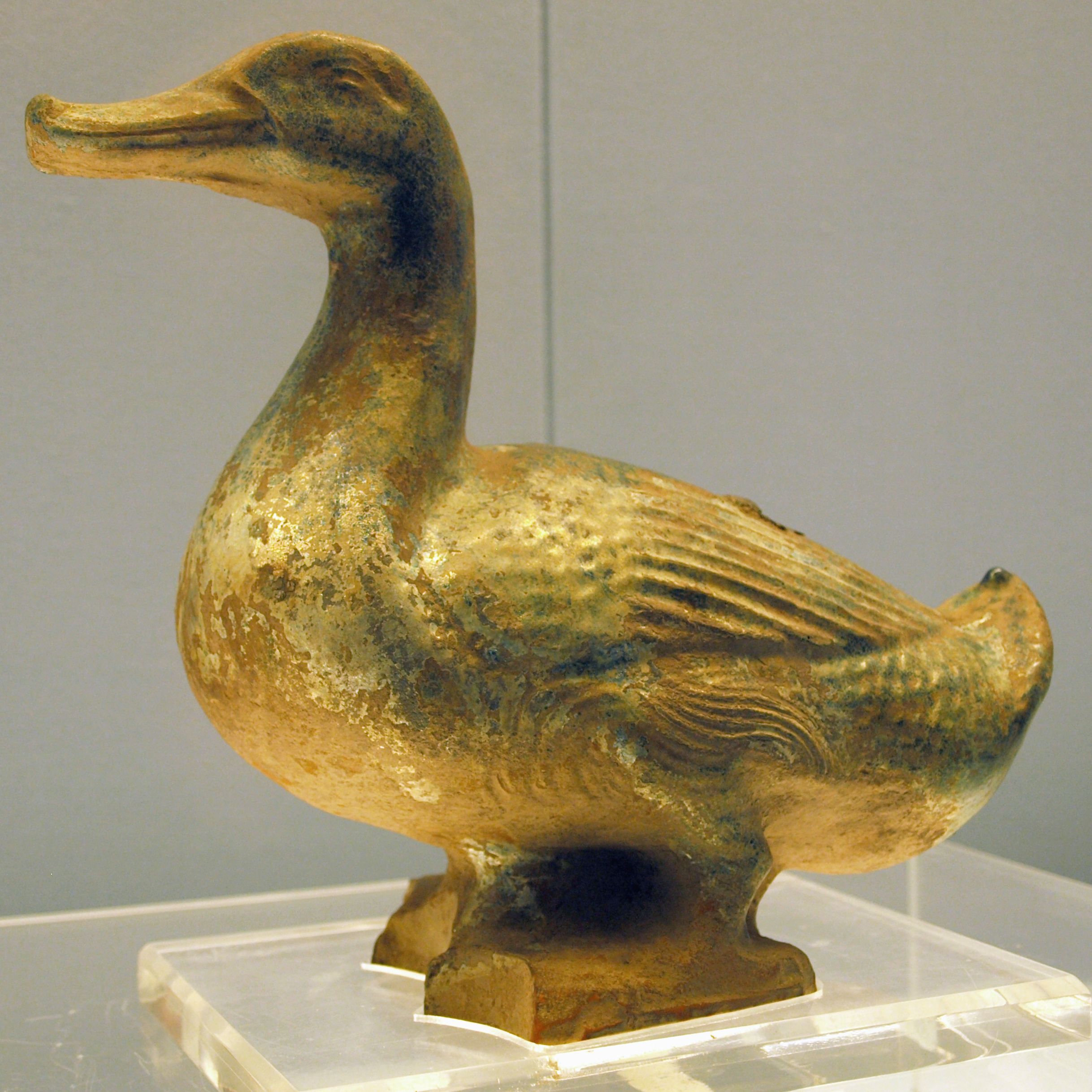
Groen geglazuurde eend uit de Oostelijke Han

Een verre verwant van het Liu-keizerhuis, Liu Xiu, leidde een opstand tegen Wang Mang met de steun van grootgrondbezitfamilies en handelaren. Hij "vestigde" de Han-dynastie opnieuw in Luoyang, waar het nog eens 200 jaar zou regeren. Hij werd keizer Guangwu van Han-China.
In 105, tijdens de Oostelijke Han, vond Cai Lun, een ambtenaar en uitvinder, de techniek uit om fijn papier te maken. De uitvinding van papier wordt beschouwd als een revolutie in communicatie en het onderwijs. Het verminderde de kosten van onderwijs dramatisch.
Niettemin slaagden de Oostelijke Han-keizers er niet in om goede hervormingen in het landbezit tot stand te brengen. Bureaucratische corruptie en omkoperij droegen bij tot ongunstige gevolgen van landprivatiseringen. Het prestige van de opnieuw opgerichte dynastie werd aanvankelijk door de corruptie nauwelijks belemmerd. Niemand kon echter het bestaan van de burgers verbeteren. Landprivatiseringen beïnvloedden de maatschappijen van de Drie Koninkrijken en de Zuidelijke en Noordelijke Dynastieën.
Het idee van taoïsten uit Taiping met betrekking tot gelijke rechten en de gelijke landdistributie breidde zich snel in de boerenstand uit. Dientengevolge ontstonden er diverse burgeropstanden. De macht van het Liu-keizerhuis viel toen in handen van lokale gouverneurs en krijgsheren. Drie hooggeplaatsten slaagden er uiteindelijk in de controle over een deel van China te verkrijgen, het begin van de periode van de Drie Koninkrijken. De laatste Han-keizer Xian regeerde tot 220 toen hij door Cao Pi tot aftreden werd gedwongen.
In 311, bijna honderd jaar na de val van de Oostelijke Han, werd de hoofdstad Luoyang verwoest door Xiongnu.